# Ilori
Ilori – wieś w Gruzji (Abchazji), w regionie Oczamczyra. W 2011 roku liczyła 134 mieszkańców.